# 5 Rewolucyjny Pułk Wileński
5 Rewolucyjny Pułk Wileński – pułk piechoty polskiej, sformowany w 1917 na terenie Rosji, czynnie wspierający rewolucję bolszewicką.
Wchodził w skład III Brygady Zachodniej Dywizji Strzelców, potem zaś od 9 czerwca 1919 razem z całą dywizją formalnie wszedł w skład Armii Czerwonej.